# جنرال موتورز اروپا
جنرال موتورز اروپا، (به انگلیسی: General Motors Europe) شرکت خودروسازی آمریکایی است، که مدیریت بخش اروپا شرکت جنرال موتورز را برعهده دارد.
شرکت جنرال موتورز اروپا در سال ۱۹۸۶ راه‌اندازی شد و در حال حاضر مدیریت ۱۴ کارخانه جنرال موتورز، ۸٫۷۰۰ نمایندگی فروش و ۵۴٫۵۰۰ کارمند را، در ۹ کشور اروپایی، دارا می‌باشد.
دفتر مرکزی این شرکت در شهر زوریخ، سوئیس قرار دارد و به‌عنوان شرکت تابعه جنرال موتورز فعالیت می‌کند.